# 多宝塔駅
多宝塔駅（たほうとうえき）は、京都府京都市左京区にある宗教法人鞍馬寺が運行するケーブルカー、鞍馬山鋼索鉄道の駅である。
鞍馬山鋼索鉄道の山上駅に相当し、その名のとおり鞍馬寺多宝塔に隣接する。

## 歴史

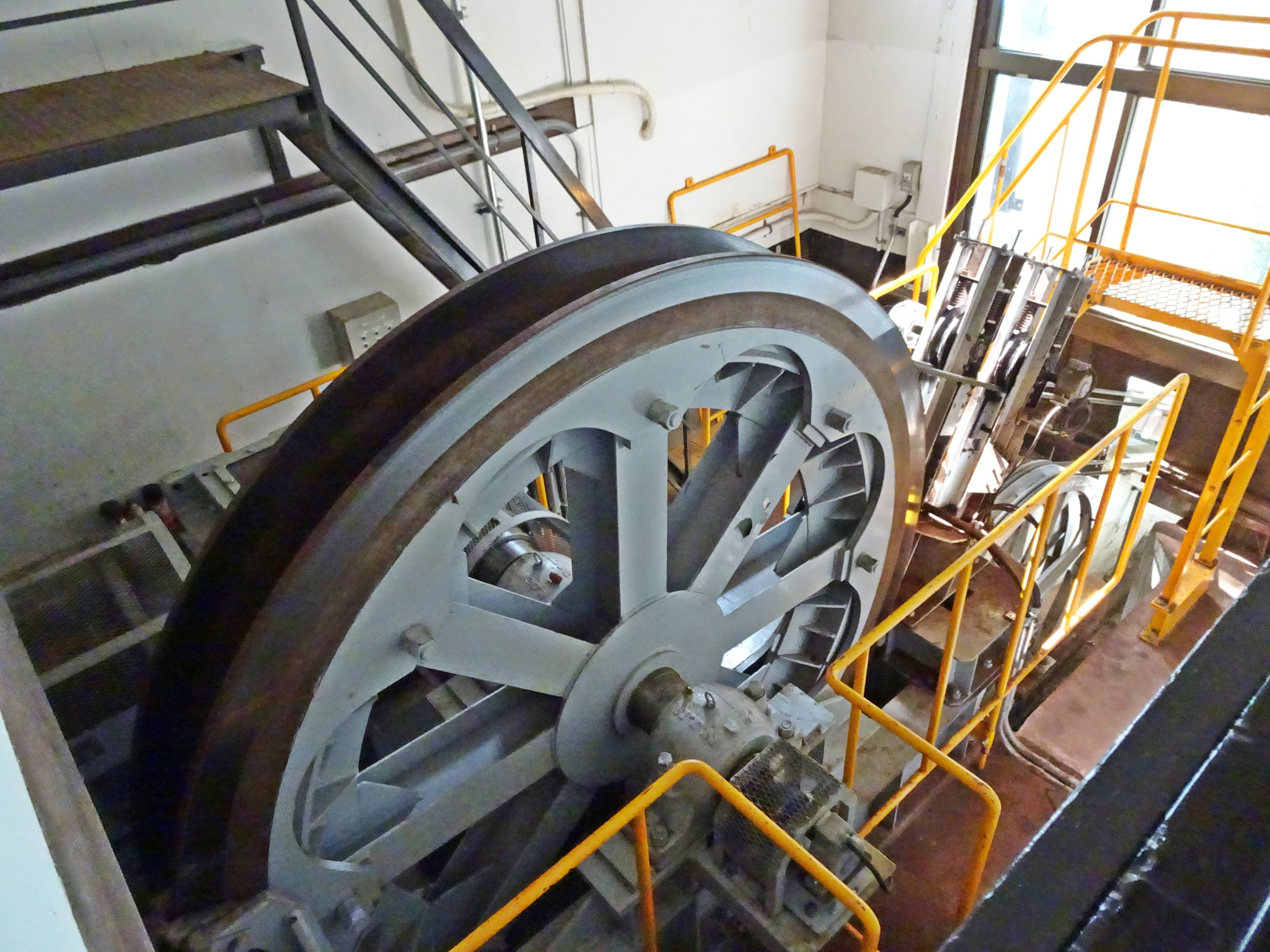
多宝塔駅内にある動力室

- 1957年（昭和32年）1月1日：鞍馬山鋼索鉄道の開通に伴い開業。

## 駅構造

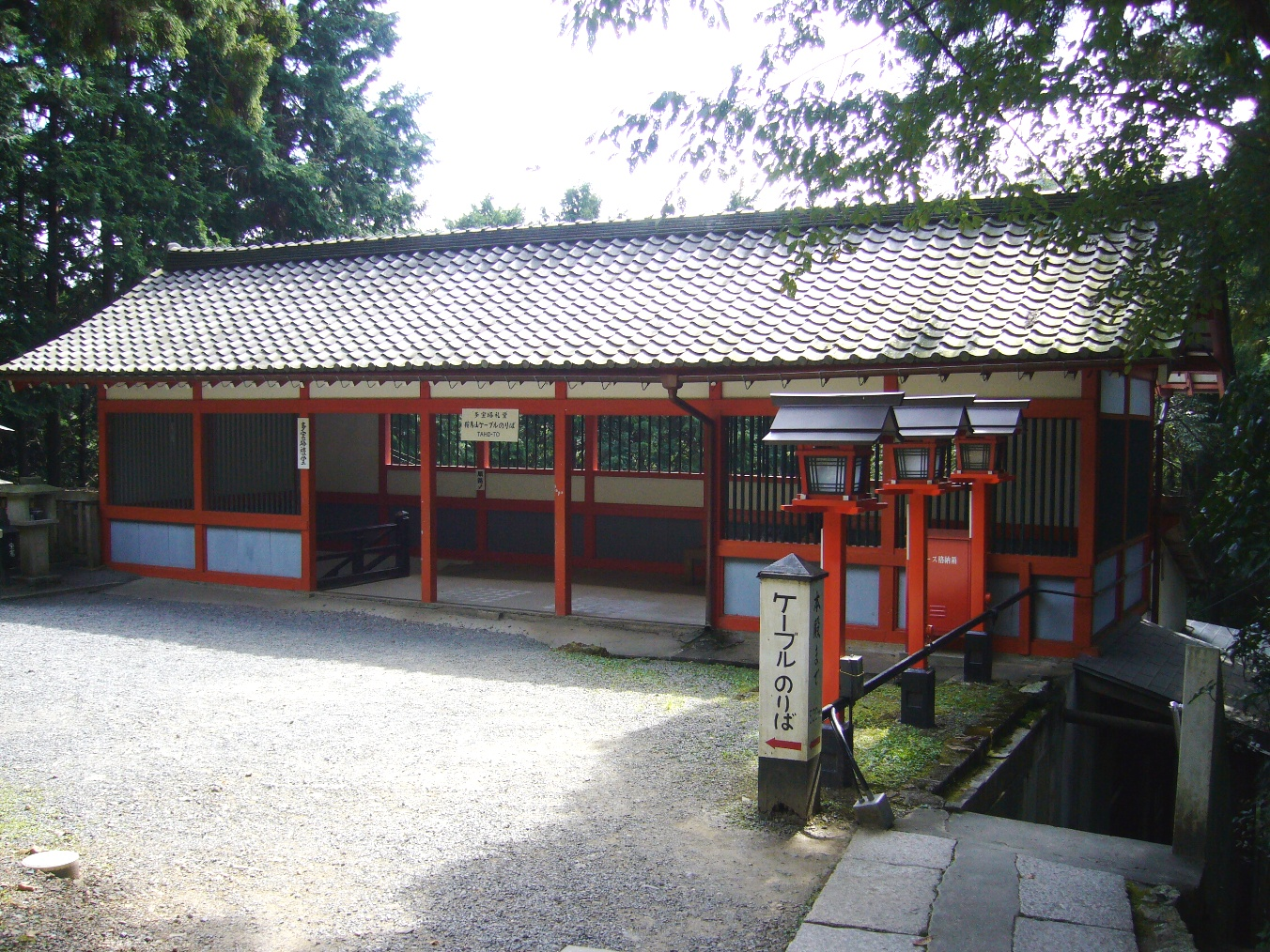
多宝塔駅を兼ねる多宝塔礼堂（2007年10月）

「多宝塔礼堂」という1957年にケーブルカー開通と同時に完成した仏堂が、駅舎を兼ねている。多宝塔前の1階には駅入口があり、階段を下った地階に待合所と乗り場がある。「牛若號III」の時代は、「ケーブル受付」という事実上の乗車券売場は係員室に併設されており、閑散期は多宝塔駅の運転係員が掛け持ちで受付を行っていた。2016年の「牛若號IV」の運行開始後は、事実上の乗車券である「寄進票」を発売する自動券売機が1台置かれており、乗車時に運転係員が「寄進票」を回収する。「牛若號III」の時代は、出口の階段と入口の階段が分けられていたが、今はかつての入口用の階段を下車時にも使用する。トイレは待合所から一旦外にに出た離れの建物にある。ホームの柱や手摺は「牛若號III」の時代は朱塗りであったが、改装後は黒塗りとなった。

## 駅周辺
- 鞍馬寺多宝塔
- 鞍馬寺本殿金堂（本堂）
- 鞍馬寺霊宝殿（鞍馬山博物館を併設）

## 隣の駅
宗教法人鞍馬寺
鞍馬山鋼索鉄道
山門駅 - 多宝塔駅